# تعاونی روستایی
تعاونی روستایی به تجمع مردم و اهالی یک روستا در قالب تشکل‌های  تعاونی گفته می‌شود که موضوع فعالیت آنها کشاورزی و فعالیت‌های جانبی مانند خرید و فروش محصولات، مدیریت مزرعه، تامین نهاده‌های کشاورزان می‌باشد.

## مقدمه
از جمله اهداف از تشکیل تعاونی‌های روستایی تجمیع سرمایه‌های مردمی، تأمین نهاده‌های مشترک کشاورزی به صورت عمده و استفاده از تخفیف در خرید آن و هماهنگی و هم افزایی در بازار یابی و فروش محصولات کشاورزی می‌باشد به طوری که بیشترین سود به کشاورزان که زحمت اصلی تولید محصول را برعهده دارند برسد. متولی دولتی تعاونی روستایی در ایران سازمان مرکزی تعاون روستایی ایران می‌باشد که رئیس آن معاون وزیر جهاد کشاورزی می‌باشد و به صورت هیئت مدیره ایی اداره می‌شود.
سازمان تعاونی روستایی، متولی بخش خصوصی تعاونی‌های روستایی که رسالت اصلی تعامل تعاونی‌های کشاورزی و طبقه کشاورزان را با مسئولان دولتی باید بر عهده داشته باشد اتحادیه مرکزی تعاونی‌های روستایی و کشاورزی ایران می‌باشد.